# Episodi di Die Rosenheim-Cops (diciassettesima stagione)
La diciassettesima stagione della serie televisiva Die Rosenheim-Cops è stata trasmessa in anteprima in Germania dalla ZDF tra il 26 settembre 2017 e il 20 marzo 2018.
| nº | Titolo originale                | Titolo italiano | Prima TV Germania | Prima TV Italia |
| -- | ------------------------------- | --------------- | ----------------- | --------------- |
| 1  | Der tote Fisch                  | inedito         | 26 settembre 2017 | inedito         |
| 2  | Geld ist tödlich                | inedito         | 10 ottobre 2017   | inedito         |
| 3  | Musik bis zum Schluss           | inedito         | 17 ottobre 2017   | inedito         |
| 4  | Selbst ist die Frau             | inedito         | 24 ottobre 2017   | inedito         |
| 5  | Der Fall der Felle              | inedito         | 31 ottobre 2017   | inedito         |
| 6  | Der Cocktailkönig von Rosenheim | inedito         | 7 novembre 2017   | inedito         |
| 7  | Mord mit Verspätung             | inedito         | 14 novembre 2017  | inedito         |
| 8  | In die Falle gerast             | inedito         | 21 novembre 2017  | inedito         |
| 9  | Alle wollen Stockl              | inedito         | 28 novembre 2017  | inedito         |
| 10 | Ein ganz besonderes Event       | inedito         | 5 dicembre 2017   | inedito         |
| 11 | Alles neu macht die Mai         | inedito         | 12 dicembre 2017  | inedito         |
| 12 | Tote Hose                       | inedito         | 19 dicembre 2017  | inedito         |
| 13 | Tödliche Rochade                | inedito         | 2 gennaio 2018    | inedito         |
| 14 | Das letzte Geschäft             | inedito         | 9 gennaio 2018    | inedito         |
| 15 | Klappe zu, Marktfrau tot        | inedito         | 16 gennaio 2018   | inedito         |
| 16 | Mord in C-Dur                   | inedito         | 23 gennaio 2018   | inedito         |
| 17 | Der Tisch der Patriarchen       | inedito         | 30 gennaio 2018   | inedito         |
| 18 | Die letzte Lieferung            | inedito         | 6 febbraio 2018   | inedito         |
| 19 | Ein unverhofftes Wiedersehen    | inedito         | 13 febbraio 2018  | inedito         |
| 20 | Da fehlt etwas                  | inedito         | 20 febbraio 2018  | inedito         |
| 21 | Habe die Ehre                   | inedito         | 27 febbraio 2018  | inedito         |
| 22 | Waldmanns Heil                  | inedito         | 6 marzo 2018      | inedito         |
| 23 | Feldmanns letzte Fahrt          | inedito         | 13 marzo 2018     | inedito         |
| 24 | Ausgeritten                     | inedito         | 20 marzo 2018     | inedito         |